# DOOR II TOKYO DIARY
『DOOR II TOKYO DIARY』（ドア ツー）は、1991年に製作されたオリジナルビデオ作品である。監督は高橋伴明。「DOOR」シリーズ第2弾で第1弾は映画『DOOR』（監督：高橋伴明）。第3弾、映画『DOOR III』（監督：黒沢清）。

## キャスト
- 青山知可子（愛）
- ジョー山中（間宮）
- 風見しんご（一郎）
- 岩本千春（由子）
- 山田辰夫（石田）
- 飛田ゆき乃（友世）
- 寺田農（橋本）
- 峰岸徹（加部）
- 犬塚弘（石原）
- 高橋惠子（中年女）
- 大杉漣
- 太田光代
- 大島蓉子

## スタッフ
- 監督:高橋伴明
- 企画:藤中秀紀、渡辺敦、高橋伴明
- 製作:（株）ホールマン・オフィス
- プロデューサー:松浦繁治、青島武
- 脚本:水谷俊之